# Ock Joo-hyun
Ock Joo-hyun (Hangul: 옥주현; Hanja: 玉珠鉉; por vezes grafado Ock Ju-hyun; nascida em 20 de março de 1980) é uma cantora e atriz de teatro musical sul-coreana. Tornou-se conhecida por ser a vocalista líder do girl group Fin.K.L. Após a extinção do grupo em 2002, Ock lançou três álbuns solo e tem participado de musicais, incluindo Aida, Chicago, Cats, 42nd Street e The Count of Montecristo.
Ock graduou-se na Universidade Kyung Hee com Sung Yu-ri e Gong Yoo em fevereiro de 2005.